# Maria Stange
Maria Stange (* 13. Januar 1965 in Ludwigshafen am Rhein) ist eine deutsche Harfenistin und Professorin für Harfe an den Musikhochschulen Stuttgart und Karlsruhe.

## Werdegang
Stange wuchs in einem musikalischen Haushalt mit drei älteren Brüdern in Neustadt an der Weinstraße auf. Bereits in ihrer Kindheit und Jugend spielte sie Klavier und Geige. Mit 17 Jahren entdeckte sie ihre Passion für das Harfe-Spielen und entschied sich für ein Harfenstudium, das sie bei Therese Reichling in Stuttgart und Frédérique Cambréling in Paris absolvierte.
Nach ihrem Soloexamen an der Karlsruher Musikhochschule begann Stange als Harfenistin bei Rundfunkorchestern, wie dem SWR Baden-Baden/Freiburg, dem hr Frankfurt, dem BR München sowie den Bamberger Symphonikern und der Deutschen Staatsphilharmonie Rheinland-Pfalz.
Als Solistin, Ensemble- und Orchestermitglied tourte sie ins europäische Ausland, die USA, Kanada, Brasilien und Australien. Maria Stange ist Gründungsmitglied mehrerer Ensembles für zeitgenössische Musik und spielt mit dem Ensemble Modern in Frankfurt und der MusikFabrik Köln. Als Solistin trat Stange beim Rheingau Musik Festival, den Weilburger Schlosskonzerten und den Ludwigsburger Schlossfestspielen auf. Außerdem spielt sie für die Salzburger Festspiele.
Stanges Auftritte als Kammermusikerin im Duo mit Christian Ostertag (Violine), Mathias von Brendorff (Flöte) und Oliver Siefert (Posaune) wurden auf CD aufgezeichnet. Sie war an Uraufführungen der Werke von Wolfgang Rihm, Michael Obst, Vinko Globokar und Peter Tilling beteiligt.
Seit 1997 unterrichtet sie die Harfenklasse der Hochschule für Musik und Darstellende Kunst Stuttgart, wo sie 2006 zur Professorin ernannt wurde. Zudem übernahm sie im Jahr 2004 zusätzlich die Harfenklasse der Hochschule für Musik Karlsruhe, wo sie seitdem unterrichtet. Sie lebt in Bayern und hat vier Kinder.